# テイラー・ホーキンス
オリヴァー・テイラー・ホーキンス（Oliver Taylor Hawkins、1972年2月17日 - 2022年3月25日）は、アメリカのロックミュージシャン。フー・ファイターズのドラマーとして知られる。

## 経歴

### 生い立ち
1972年、テキサス州フォートワースに生まれる。3人兄弟の末っ子で、兄のジェイソンと姉のヘザーがいる。1976年、家族はカリフォルニア州ラグナビーチに移住する。近所には、後にイエスのリードボーカリストとなるジョン・デイヴィソンの家族が住んていて、幼い頃から彼と親交があった。

### 初期のキャリア
10歳の時、両親にドラムセットを買ってもらったことが彼の人生における転機となる。地元のさまざまなバンドで演奏するようになり、その中には、プログレッシブ・ロックの影響を受けたバンド「シルヴィア」（Silvia）も含まれる（ジョン・デイヴィソンも参加）。その後、イングランド出身のカナダ人歌手サス・ジョーダンのバックバンドに参加する。その後、アラニス・モリセットのバックバンド「セクシュアル・チョコレート」（Sexual Chocolate）にスカウトされ、彼女の1995年のアルバム『ジャグド・リトル・ピル』（全世界で3,000万枚以上を売り上げた）のツアーに抜擢されたことで、彼の知名度は飛躍的に向上した。ホーキンスは、アルバムでは演奏していないが、彼女のヒットシングル「ユー・オウタ・ノウ」や「ユー・ラーン」といったミュージックビデオに出演している。ツアーメンバーとして彼女のサポートドラマーを1995年7月から1997年3月まで務めた。

### フー・ファイターズ
1996年、フー・ファイターズは、セカンドアルバム『ザ・カラー・アンド・ザ・シェイプ』を制作していたが、ドラマーのウィリアム・ゴールドスミスの演奏に満足していなかったデイヴ・グロールは、1997年初頭になってすでに録音されていたトラックのドラムパートを自分のドラムに差し替え始めた。グロールが自分のパートを再録音していることを知ったゴールドスミスは憤慨してバンドを脱退。アルバム完成後、グロールは、アラニス・モリセットとのツアー中に知り合ったホーキンスに対し、誰かバンドに参加してくれそうなドラマーはいないか聞いたところ、ホーキンスが自ら名乗り出た。当時フー・ファイターズよりも人気があったモリセットのバンドをホーキンスが辞めるはずがないと思っていたグロールはホーキンスの申し出に驚いたが、シンガーソングライターとしての野望も持っていたホーキンスにとって、モリセットでの仕事を辞めることに躊躇はなかった。バンドは1997年3月18日にホーキンスが新ドラマーになることを正式に発表した。
フー・ファイターズでホーキンスはドラム演奏に加え、ボーカル、ギター、ピアノを担当し、8枚のオリジナルアルバムを制作した。2021年には、フー・ファイターズのメンバーとしてロックの殿堂入りを果たしている。グロールは2021年に出版した自伝『THE STORYTELLER』の中で、ホーキンスについて「異母兄弟であり、親友であり、彼のためなら弾丸を受けてもいい」と綴っている。
ホーキンスがフー・ファイターズで最後に演奏したのは、亡くなる5日前の2022年3月20日にアルゼンチンで開催されたロラパルーザ・フェスティバルだった。

### その他の活動
2004年、フー・ファイターズでの活動の傍ら、自身のサイドプロジェクト「テイラー・ホーキンス&ザ・コートテイル・ライダーズ」を結成し、ドラムとボーカルを担当。ベースは、ホーキンスとはアラニス・モリセットのツアーバンド「セクシュアル・チョコレート」のバンドメイトだったクリス・チェイニー（ジェーンズ・アディクション）。2006年から2019年にかけて3枚のスタジオアルバムをリリース。ライブ活動も行っており、日本でも、2006年7月のウドー・ミュージック・フェスティバル、2010年7月のフジロック・フェスティバルに出演している。
2002年ごろ、デイヴ・グロールがクイーンズ・オブ・ザ・ストーン・エイジに参加してフー・ファイターズが活動休止中だった間、ホーキンスは長年の友人であるワイリー・ホッジデン（ベース）とミック・マーフィー（ギター）と共に「シェヴィー・メタル」（Chevy Metal）というブラック・サバス、ヴァン・ヘイレン、クイーンといったバンドの曲をカバーするバンドを結成した。ホーキンスの言葉を借りれば「おふざけ」で始まったこのバンドは、その後定期的にライブを行うバンドへと進化を遂げ、2014年には「ザ・バーズ・オブ・サタン」（The Birds of Satan）というバンド名でオリジナル楽曲で構成されたアルバムをリリースした。
2020年、サウンドガーデンやパール・ジャムのドラマー、マット・キャメロンとサイドプロジェクト「ナイトタイム・ブギー・アソシエーション」（Nighttime Boogie Association）を結成。ホーキンスはボーカルを担当。ホーキンスはキャメロンのことを「彼は僕の歴代ドラマーのトップ10に入る。まさに伝説だ」「デイヴ・グロールと僕は、彼のことを僕らの世代のニール・パートだって言ってる。『自分には絶対に無理だ』って思うようなことをする人だ。彼は非常に正確でありながら、それでいてロックなドラマーでもある」と語っている。
2021年、ジェーンズ・アディクションのメンバーであるデイヴ・ナヴァロとクリス・チェイニーと共に「NHC」を結成。ホーキンスが「ラッシュとフェイセズの中間のようなバンド」と表現するこのグループは、同年9月にカリフォルニア州で行われたエディ・ヴェダー主催のオハナ・フェスティバルでライブデビューを果たした。
2000年にガンズ・アンド・ローゼズからドラマーのジョシュ・フリーズが脱退したとき、後任ドラマーの依頼の連絡を受ける。ホーキンスは真剣にこのオファーを検討したが、クイーンのロジャー・テイラーの説得によりフー・ファイターズに残留する決意をする。
2006年、コヒード・アンド・カンブリアからドラマーのジョシュ・エパードが脱退した後、2007年のアルバム『ノー・ワールド・フォー・トゥモロー』（Good Apollo, I'm Burning Star IV, Volume Two: No World for Tomorrow）のドラムトラックのレコーディングに参加した。これは、エパードの後任であるクリス・ペニーが、それまで所属していたディリンジャー・エスケイプ・プランとの契約上の理由でレコーディングに参加できなかったためである。アルバムリリース後、ツアーにも参加した。
役者として、1970年代のパンクロックの中心地とされるニューヨークの伝説的なライブハウスを描いた映画『CBGB』（2013年公開）にイギー・ポップ役で出演した。また、フー・ファイターズが主演するホラーコメディ映画『スタジオ666』（Studio 666）（2022年公開）には、他のメンバーと共に本人役で出演した。

## 死去
2022年3月25日、ホーキンスはコロンビアの首都ボゴタのホテルで亡くなった。市の地域救急センターがホテルで胸痛を訴える患者がいるとの通報を受け、救急隊が現場に派遣され、医療従事者が心肺蘇生を試みたものの反応はなく、その場で死亡が確認された。享年50歳。この日の夜にフー・ファイターズの南米ツアーの一環として、ボゴタで開催されるフェスティバルに出演する予定だった。翌日、コロンビア保健当局は、尿毒物検査の結果、死亡時のホーキンスの体内から、マリファナ、オピオイド、三環系抗うつ薬、ベンゾジアゼピン系薬物など10種類の薬物が検出されたことを発表した。
バンドは、Twitterでホーキンスの訃報を発表し、「彼の音楽的精神と人を惹きつける笑い声は、私たち全員と共に永遠に生き続けるだろう」と綴った。3月29日、その後予定されていた公演はすべてキャンセルすると発表した。
2022年6月8日、フー・ファイターズとホーキンスの遺族は、イギリスとアメリカでホーキンスを追悼するコンサートを開催することを発表した。最初の公演は同年9月3日にロンドンのウェンブリー・スタジアムで、2回目の公演は9月27日にロサンゼルスのキア・フォーラムで開催された。両日参加したアーティストは、フー・ファイターズやコートテイル・ライダーズ、シェヴィー・メタルに加え、オマー・ハキム、ケシャ、ジャスティン・ホーキンス（ザ・ダークネス）、ジェイムス・ギャング、ウルフギャング・ヴァン・ヘイレン、ジョシュ・フリーズ、ゼム・クルックド・ヴァルチャーズ（グロール、ジョシュ・オム、ジョン・ポール・ジョーンズが参加）、マーク・ロンソン、スチュアート・コープランド（ポリス）、ラーズ・ウルリッヒ（メタリカ）、ゲディー・リーとアレックス・ライフソン（ラッシュ）、ロジャー・テイラーとブライアン・メイ（クイーン）など。ロンドン公演（9月3日）のみ参加したのは、リアム・ギャラガー（オアシス）、ナイル・ロジャース、スーパーグラス、プリテンダーズ、ブライアン・ジョンソン（AC/DC）、ポール・マッカートニーなど。ロサンゼルス公演（9月27日）のみ参加したのは、ジョーン・ジェット、ジョン・デイヴィソン（イエス）、デフ・レパード、モトリー・クルー、エリオット・イーストン（カーズ）、アラニス・モリセット、ギーザー・バトラー（ブラック・サバス）、セバスチャン・バック、サウンドガーデン、P!NK、クリス・ノヴォセリック（ニルヴァーナ）、チャド・スミス（レッド・ホット・チリ・ペッパーズ）、ナンシー・ウィルソン（ハート）などである。また、ホーキンスの16歳の息子、オリヴァー・シェーン・ホーキンスが、コンサート終盤にフー・ファイターズの楽曲でドラムを担当した。

## 影響
ホーキンスに最も大きな影響を与えたドラマーの一人が、クイーンのロジャー・テイラーだった。1982年にクイーンのコンサートに行ったことが人生を変える経験だったと回想している。「それがロックンロールに夢中になったきっかけで、クイーンを見ていつか自分もビッグなロックバンドに入りたいと思った」。その後二人は交友を深める。2008年にクイーン+ポール・ロジャースが発表したアルバム『ザ・コスモス・ロックス』にホーキンスはコーラスで参加しており、ロジャー・テイラーもコートテイル・ライダーズのアルバムに参加している。
他には、スチュアート・コープランド（ポリス）、ニール・パート（ラッシュ）、フィル・コリンズ（ジェネシス）、ラリー・マレン・ジュニア（U2）、スティーヴン・パーキンス（ジェーンズ・アディクション）からの影響を大きく受けている。また、ジーン・クルーパやバディ・リッチといったジャズ・ドラマーの影響も受けている。

## 私生活
ホーキンスと妻のアリソンは2005年に結婚した。二人の間には、オリヴァー・ショーン、アナベル、エヴァーリーという3人の子どもがいる。

## ディスコグラフィ

### フー・ファイターズ
- 『ゼア・イズ・ナッシング・レフト・トゥ・ルーズ』 - There is Nothing Left to Lose（1999年）
- 『ワン・バイ・ワン』 - One by One（2002年）
- 『イン・ユア・オナー』 - In Your Honor（2005年）
- 『エコーズ、サイレンス、ペイシェンス・アンド・グレイス』 - Echoes, Silence, Patience & Grace（2007年）
- 『ウェイスティング・ライト』 - Wasting Light（2011年）
- 『ソニック・ハイウェイズ』 - Sonic Highways（2014年）
- 『コンクリート・アンド・ゴールド』 - Concrete and Gold（2017年）
- 『メディスン・アット・ミッドナイト』 - Medicine at Midnight（2021年）

### テイラー・ホーキンス&ザ・コートテイル・ライダーズ
- 『テイラー・ホーキンス&ザ・コートテイル・ライダーズ』Taylor Hawkins and the Coattail Riders（2006年）
- 『レッド・ライト・フィーヴァー』 Red Light Fever（2010年）
- 『ゲット・ザ・マネー』Get the Money（2019年）

### ザ・バーズ・オブ・サタン
- The Birds of Satan（2014年）

### コヒード・アンド・カンブリア
- 『ノー・ワールド・フォー・トゥモロー』 - Good Apollo, I'm Burning Star IV, Volume Two: No World for Tomorrow（2007年）